# Mellin de Saint-Gelais
Pour les articles homonymes, voir Saint-Gelais (homonymie) et Mellin.
Mellin de Saint-Gelais (ou Melin de Saint-Gelays ou de Sainct-Gelais), né à Angoulême vers 1491 et mort à Paris le 14 octobre 1558, est un poète français de la Renaissance, qui eut les faveurs de François Ier et de Henri II. Même s'il est peu connu aujourd'hui, il fut considéré par ses contemporains comme l'un des meilleurs poètes de son temps, comparable au « Prince des poètes français », Clément Marot.

## Biographie

### Origines et formation
S'il est assurément un enfant naturel issu d'une famille de la noblesse angoumoisine bien installée à la cour de France, on ignore qui sont exactement ses parents. Aucune mention de sa mère n'est faite dans les sources biographiques. Pour ce qui concerne son père, on a pu avancer qu'il pouvait s'agir d'Octovien de Saint-Gelais, évêque d'Angoulême depuis 1494, lui-même poète et traducteur de l'Énéide en français. Celui qui est présenté par les contemporains de Mellin comme son oncle a pris soin de son éducation. Mais cela ne suffit pourtant pas à lever le mystère des origines du poète. N'importe lequel des frères d'Octovien (dont l'un s'appelle d'ailleurs aussi Mellin) pourrait être son père.
La date de naissance de Mellin de Saint-Gelais est également sujette à caution. Si l'on en croit un de ses poèmes, il pourrait être né un 3 mars ou un 3 novembre, mais l'année n'est pas précisée. On situe généralement sa naissance en 1491, en se fondant sur ce qu'en dit Pierre Paschal dans le texte latin qu'il consacre à Saint-Gelais en 1559. Cette date convient également à l'abbé Molinier dans la monographie qu'il consacre au poète de cour : dans l'hypothèse où Octovien de Saint-Gelais serait le père de Mellin, elle lui permet d'excuser un peu son écart de conduite puisque l'ecclésiastique n'a pas encore été créé évêque à cette période. Toutefois, on s'explique mal pourquoi un jeune homme né au début des années 1490 ferait encore ses études aux alentours des années 1520. En outre - même s'il est toujours difficile d'attribuer des textes à Mellin de Saint-Gelais et de les dater - aucun de ceux que nous connaissons ne semble antérieur aux années 1530 : s'il n'est pas impossible que le poète ait attendu la quarantaine pour commencer à écrire, ce n'est toutefois pas très vraisemblable.
Pour ce qui concerne sa formation, nous savons également fort peu de choses, sinon qu'il a étudié à Poitiers mais aussi à Bologne et à Padoue. C'est un lettré accompli. Sa maîtrise de l'italien et sa connaissance de la littérature italienne sont excellentes. Il pratique ainsi dans ses vers français la terza rima. Il adapte sous le nom de "chapitre" le genre du capitolo. Il traduit l'Arioste, Castiglione ou Gian Giorgio Trissino. On a également pu se demander qui, de Marot ou de lui, avait introduit le sonnet dans la poésie française. C'est que Joachim du Bellay, dans sa préface à la seconde édition de L'Olive, le présente - sans doute à tort - comme l'inventeur du « sonnet à la française ». Sa formation ne se limite pas aux Belles Lettres. On loue aussi sa belle voix et sa pratique de la musique ; il s'intéresse de près à l'astrologie, pratique importante à la Renaissance. Autant et plus qu'un grand poète, Mellin de Saint-Gelais est donc un courtisan accompli selon les critères de la Renaissance.

### Fonctions et charges[3]
Avant 1525, il occupe auprès du Dauphin François la fonction d'aumônier. En 1531, il est présenté comme aumônier des enfants de France et aumônier du roi. Après la mort de François Ier en 1547, il conservera ce titre auprès de Henri II.
Dès 1532, il est fait abbé commendataire de l'abbaye de Reclus dans le diocèse de Troyes puis, aux alentours de 1539, abbé commendataire de l'abbaye de la Frenade. Il est également clerc du diocèse d'Angoulême et prieur de Saint-Germain-en-Laye jusqu'à sa mort. À la fin de sa vie, en 1556, il reçoit l'abbaye de l'Escale-Dieu.
Au-delà de ces attributions et bénéfices ecclésiastiques, il fait office de conseiller du roi François Ier  puis de Henri II. S'il n'apparaît guère sur les états de la maison des princes, l'acte de Jacques d'Albon, qui fait de lui son procureur irrévocable en 1554, est un indice de sa place à la cour.
De façon plus spécifique, il occupe auprès des puissants des fonctions en lien avec les livres. Dès 1529, un secrétaire du connétable Anne de Montmorency le charge de relier des imprimés. Quelques années plus tard, en 1536, il est garde de la librairie au château de Blois. En 1537, il est chargé du dépôt légal. On le voit encore, en 1538, superviser l'inventaire de la bibliothèque de Jean Des Pins, à la demande de François Ier. En 1544, il prend une part active au déménagement de la bibliothèque royale, de Blois à Fontainebleau. Il sera dans ces nouveaux locaux "maître de la bibliothèque", c'est-à-dire l'un des premiers conservateurs de ce qui deviendra la Bibliothèque Nationale de France.

### Un poète admiré mais "éparpillé[4]"
Cette proximité avec l'univers du livre montre bien que Mellin de Saint-Gelais n'ignorait rien des apports et de l'intérêt de la diffusion imprimée. Ce n'est donc pas par ignorance ou indifférence mais vraisemblablement par choix qu'il s'est refusé à voir son œuvre diffusée par ce biais. De fait, ses vers, français ou latins, nous sont surtout connus par des sources manuscrites. Un recueil de ses Œuvres est certes paru à Lyon en 1547 mais apparemment sans son aval. Certaines de ses pièces font l'objet de publications dans des recueils polygraphiques (c'est-à-dire réunissant des textes de plusieurs auteurs) dans lesquels les poètes ne sont pas identifiés. D'autres sont mises en musique par des compositeurs du temps.
Au contraire d'un Clément Marot sous François Ier  ou d'un Pierre de Ronsard sous Henri II, Mellin de Saint-Gelais semble ainsi avoir fait le choix de pratiquer une poésie de cour qui s'oppose à la logique de la construction d'une persona d'auteur élaborée visant à immortaliser la figure du poète. De fait, alors que Marot et Ronsard ont laissé leur nom dans l'histoire littéraire, celui de Saint-Gelais est aujourd'hui bien oublié. Pourtant, ses contemporains étaient nombreux à saluer son talent. Cette réputation survit quelques décennies au poète, dont on copie, met en musique et imprime les textes jusqu'au début du XVIIe siècle, mais elle se perd bientôt.

### La querelle entre Ronsard et Saint-Gelais
Aujourd'hui, le nom de Mellin de Saint-Gelais n'est plus guère mentionné qu'au sujet de la querelle qui a opposé le poète à Pierre de Ronsard à partir de 1550. Attaqué dans la Défense et illustration de la langue française de Joachim du Bellay dès 1549, Mellin de Saint-Gelais perçoit que la nouvelle génération de poètes qui commence à écrire et publier sous le règne de Henri II le considère comme un rival à détrôner. Au moment où Pierre de Ronsard s'apprête à faire paraître son premier recueil, Les quatre premiers livres des Odes, Saint-Gelais, habile courtisan, use donc d'un perfide stratagème pour discréditer son adversaire. Dans l'œuvre hautaine du jeune homme, il choisit les passages les plus orgueilleux pour en faire une lecture au roi Henri II. Il souligne et accentue cette dimension en mettant exagérément le ton. Le roi rit. L'humiliation de Ronsard est publique.
Cette scène de la « mellinisation » s'était déroulée en l'absence du jeune poète moqué. Mais certains témoins, parmi lesquels Michel de L'Hospital et la propre sœur du roi, Marguerite de France, jugent que Mellin de Saint-Gelais est allé trop loin et rapportent cette attaque au jeune homme. Celui-ci manifeste sa rage en publiant de nombreux textes dans lesquels il s'en prend violemment à Saint-Gelais. Certains de ses amis, par exemple Marc-Antoine Muret ou Nicolas Denisot, prennent son parti. Même si les traces textuelles sont moins nombreuses dans l'autre camp, on comprend en creux que Saint-Gelais aussi a ses partisans, par exemple Lancelot de Carles.
En 1553, Michel de L'Hospital s'entremet pour obtenir une réconciliation entre Ronsard et Saint-Gelais. Par l'intermédiaire de leur ami commun Jean de Morel, il demande à Ronsard, qui s'est laissé allé à de brutales invectives dans les années précédentes, de composer une ode de réconciliation adressée à son adversaire. Le poète y consent sans grand enthousiasme. Même si la querelle est considérée comme officiellement close en 1553, des textes postérieurs à cette date laissent percevoir que l'apaisement n'est que de surface. En 1559 encore, dans son Poète courtisan qu'il fait paraître anonyme, l'ami de Ronsard, Joachim Du Bellay s'en prend à un personnage type qui ressemble de fort près à Mellin de Saint-Gelais. Mais, dans le même temps, il fait aussi paraître un tombeau latin consacré à Saint-Gelais qui semble faire l'éloge du poète, mort à Paris le 14 octobre 1558 et enterré dans l'ancienne église Saint-Thomas-du-Louvre.  Jusqu'au bout, l'attitude des poètes dits de la Pléiade à l'égard de leur prédécesseur restera ambiguë. Ronsard succède à Saint-Gelais dans la fonction d'aumônier du roi.

## Œuvre de Saint-Gelais
Autant que l'on puisse en juger puisque Mellin de Saint-Gelais ne signe pas la plupart de ses textes et n'en contrôle pas l'édition, il semble être l'auteur d'environ 600 poèmes, du distique à l'opuscule de plusieurs dizaines de vers, en français ou en néo-latin, composé entre le début des années 1530 et sa mort en 1558.
Son œuvre compte également des traductions, parfois à quatre mains : 
- Le Courtisan de Messire Baltazar de Castillon nouvellement reveu et corrige (traduction de Jacques Colin, revue par Mellin de Saint-Gelais), Lyon, François Juste, 1538[7].
- Sophonisba, Paris, Danfrit et Breton, 1559[8]. Cette traduction de la Sophonisbe de Gian Giorgio Trissino fut représentée à Blois en 1556 devant Catherine de Médicis.
- Imitations de quelques chans de l’Arioste, Paris, Lucas Breyer, 1572[9]. Mellin de Saint-Gelais travaillait à cette traduction de l'Arioste à la fin de sa vie. Il l'a laissée inachevée et elle a été terminée par Jean-Antoine de Baïf.

Il est également l'auteur d'un ouvrage en prose, le seul dont il fait donner une publication imprimée sous son nom de son vivant. Il s'agit de l'Advertissement sur les jugemens d’astrologie, à une studieuse damoyselle, Lyon, Jean de Tournes, 1546.

### Éditions des œuvres de Saint-Gelais postérieures auXVIesiècle
- SAINT-GELAIS Mellin, Œuvres poétiques de Mellin de S. Gelais. Nouvelle édition augmentée d’un très grand nombre de Pieces Latines et Françoises, éd. Bernard LA MONNOYE, Paris, 1719[11].
- SAINT-GELAIS Mellin, Advertissement sur les jugenens d’astrologie, éd. Eusèbe CASTAIGNE, Angoulême, Goumard, 1856.
- SAINT-GELAIS Mellin, Œuvres complètes, éd. Prosper Blanchemain, Paris, Bibliothèque Elzévirienne, 3 tomes, 1873. Tome 1[12], Tome 2[13] et Tome 3[14].
- SAINT-GELAIS Mellin, Sophonisba, dans La Tragédie à l’époque d’Henri II et de Charles IX, vol. 1 (1550-1561), éd. Luigia ZILLI, dir. Enea Balmas et Michel Dassonville, Paris – Florence, PUF – Olschki, 1986 (rééd. 1989).
- SAINT-GELAIS Mellin, Sonnets, éd. Luigia ZILLI, Genève, Droz, 1990.
- SAINT-GELAIS Mellin, Œuvres poétiques françaises, éd. Donald STONE Jr., 2 vol., Paris, STFM, 1993 et 1995 Vol. 1 : 1993, XXIX, 312 p.  (ISBN 2-86503-230-2) Vol. 2 : 1995, XV, 348 p.  (ISBN 2-86503-238-8).